# Weinzierl (Gemeinde Bad Leonfelden)
Weinzierl ist eine Ortschaft in der Stadtgemeinde Bad Leonfelden im Mühlviertel in Oberösterreich. Die Ortschaft hat 72 Einwohner (Stand: 1. Jänner 2024).

## Geographie
Die Ortschaft liegt im Leonfeldner Hochland. Sie ist Teil der Katastralgemeinde Stiftung bei Leonfelden und des Zählsprengels Bad Leonfelden-Umgebung. Zur Ortschaft Weinzierl gehören 27 Adressen (Stand: 1. April 2020). Sie umfasst das gleichnamige Dorf Weinzierl.
Das Dorf befindet sich im Einzugsgebiet des Bachs von Weinzierl.

## Geschichte
Weinzierl wurde im Jahr 1356 als im Weinzuͤrl urkundlich erwähnt. Der Ortsname leitet sich vom althochdeutschen wînzuril für ‚Weingärtner, Winzer‘ ab.
Laut Adressbuch von Österreich waren im Jahr 1938 in Weinzierl ein Gastwirt, ein Hammerschmied und einige Landwirte ansässig.

## Kultur und Sehenswürdigkeiten

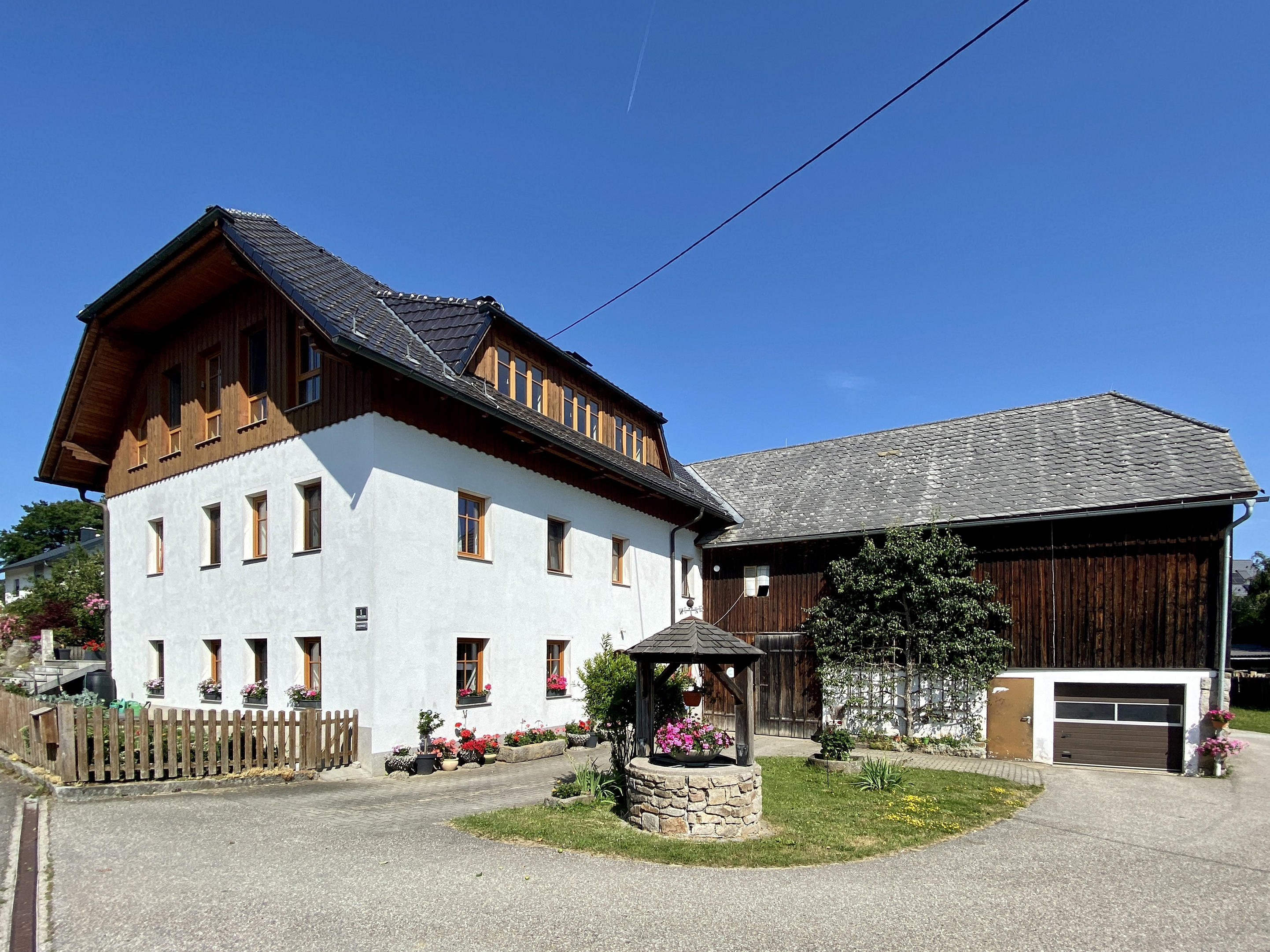
Hof Weinzierl Nr. 1

Der Hof Weinzierl Nr. 1 wurde urkundlich erstmals 1435 erwähnt. Es handelt sich um einen ehemaligen Dreiseithof, der im 17. und 18. Jahrhundert erbaut wurde. Im Haupthaus gibt es kuppelige Stichkappengewölbe und im Stall Kappengewölbe. Im Innenhof finden sich geschnitzte Pawlatschen. Das Auszugshäusl wurde im 19. Jahrhundert errichtet. Neben dem Hof steht eine Giebelkapelle, die mit der Jahreszahl 1815 bezeichnet ist. Ihre Fassade weist eine Putzgliederung auf. Das Kapelleninnere ist durch ein Kappengewölbe und eine Apsisnische mit einem aus dem 19. Jahrhundert stammenden Gitter gekennzeichnet. Eine barocke Pietà-Figur wurde im 18. Jahrhundert hergestellt.
Der etwa ein Hektar große ehemalige Pammerteich in Weinzierl dient seit 2006 als Vereinsteich der Bad Leonfeldner Anglerfreunde. Zu seinem Besatz zählen Forellen, Schuppenkarpfen, Spiegelkarpfen, Amure, Zandern, Saiblinge, Schleie, Tolstolobs, Karauschen, Störe, Rotfedern und Barsche.
Mehrere Wanderwege verlaufen durch Weinzierl: die 12,1 Kilometer lange, mittelschwere Miesenwald-Runde, die 8,4 Kilometer lange, leichte Weinzierl-Runde und die 8,3 Kilometer lange, leichte Pannholz-Runde. Hinzukommen zwei Radtour-Strecken: die 21,8 Kilometer lange, mittelschwere Miesenwald-Runde und die 16,5 Kilometer lange, leichte Schenkenfelden-Runde.

## Verkehr
Die Böhmerwald Straße (B 38) führt durch Weinzierl.